# Rafig Huseynov
Rafig Huseynov (født 16. maj 1988) er en aserbajdsjansk bryder, der konkurrerer i græsk-romersk stil.
Han repræsenterede Aserbajdsjan ved sommer-OL 2020 i Tokyo, hvor han tog bronze i 77 kg.